# فرانك فيليسي
فرانك فيليسي (بالإنجليزية: Frank Felice)‏ هو ملحن أمريكي، ولد في 13 أكتوبر 1961.